# Antonio Hernández Dueñez
Pour les articles homonymes, voir Antonio Hernández et Hernández.
 (mars 2019).
Antonio Hernández Dueñez est un boxeur mexicain né le 12 septembre 1970 à Victoria de Durango dans l'État de Durango.

## Biographie
Passé professionnel en 1988, il devient champion du Mexique des poids super-plumes en 1997. Le 20 février 1999, après un combat contre Justin Juuko, à la John Justin Arena de Fort Worth au Texas, il devient champion du monde par intérim des poids super-plumes de la WBA. Il est battu lors du combat suivant par Joel Casamayor et met un terme à sa carrière sportive en 2005 sur un bilan de 53 victoires et 24 défaites.